# Acrosothrips asymmetricus
Acrosothrips asymmetricus är en insektsart som först beskrevs av Watson 1937.  Acrosothrips asymmetricus ingår i släktet Acrosothrips och familjen rörtripsar. Inga underarter finns listade i Catalogue of Life.